# Muhammet Atalay
Muhammet Atalay (15 mei 1989) is een Turks voormalig wielrenner die het merendeel van zijn carrière reed voor Torku Şekerspor.

## Carrière
In 2011 won Atalay de laatste etappe in de Ronde van Thracië, door Uğur Marmara en Mustafa Çarşı te verslaan in een sprint met drie. Twee jaar later werd hij vierde in het door Bekir Baki Akırşan gewonnen nationale kampioenschap tijdrijden.
In oktober 2017 nam hij met een Turkse selectie deel aan de Ronde van Turkije, die dat jaar voor het eerste deel uitmaakte van de UCI World Tour.
In 2021 bekleedde hij een bestuursfunctie bij Spor Toto Cycling Team.

## Overwinningen
2011
4e etappe Ronde van Thracië

## Ploegen
- 2011 –  Konya Torku Şeker Spor-Vivelo
- 2012 –  Konya Torku Şeker Spor
- 2013 –  Torku Şekerspor
- 2014 –  Torku Şekerspor
- 2015 –  Torku Şekerspor
- 2016 –  Torku Şekerspor
- 2017 –  Torku Şekerspor
- 2018 –  Torku Şekerspor
- 2019 –  Salcano Sakarya BB Team

Atalay · Balinski · Dazkirli · Gerganov · Kal · Karagöbek · Koev · Ozcan · Petrov · Petrov · Sayar · Sert · Tsjanliev Kirilov · Türkçetin · Zanichelli · Zaraliev
Akırşan · Atalay · Bakırcı · Bileka · Çelik · Dazkırlı · Gabrovski · Hretsjyn · Kal · Keleş · Metloesjenko · Örken · Özcan · Reis · Sayar · Usta
Akdilek · Akırşan · Atalay · Bakırcı · Cobo · de la Fuente · Hretsjyn · Kal · Keleş · Köse · Metloesjenko · Örken · Reis · Şamlı
Akdilek · Akırşan · Akşoy · Atalay · Bakırcı · Hretsjyn · Kal · Keleş · Köse · Marczyński · Örken · Reis · Şamlı · Seeldraeyers
Akdilek · Akırşan · Akşoy · Atalay · Bakırcı · Keleş · Köse · Örken · Reis · Şamlı · Sayar
Akdilek · Atalay · Bakırcı · Balkan · Balykin · Chirico · Dilek · Keleş · Örken · Özgür · Reis · Şamlı · Sayar
Acar · Akdilek · Atalay · Bakırcı · O. Balkan · S. Balkan · Balykin · Dilek · Örencik · Özgür · Raileanu · Şamlı